# CJ라이브시티 랜드마크 타워
CJ라이브시티 랜드마크 타워는 경기도 고양시 일산동구 장항동 일대에 조성 중인 'K-콘텐츠 경험형 복합단지' CJ라이브시티의 시설 중 하나로 계획되던 마천루이다. CJ라이브시티는 과거 사업계획에서 88층 규모의 초고층 랜드마크 타워를 추진한 바 있으나 현재는 높이 및 용도 등을 다시 계획 중인 것으로 알려져 있다. 